# Hertigembos
Het Hertigembos is een bos- en natuurgebied in de Belgische gemeente Ternat, meer bepaald in de deelgemeente Sint-Katherina-Lombeek. Het bos vormt samen met het grotere Liedekerkebos het bijna 200 ha omvattende bos- en natuurcomplex Liedekerke- en Hertigembos. De naam Hertigembos betekent Hertogenbos en is ontstaan door contaminatie met Affligembos. Zo is Hertigembos ontstaan uit de samentrekking van ‘s Hertogen- en Affligembos, naar de vroegere eigenaars, Hertog Jan en de abdij van Affligem.

## Geschiedenis
In 877 bevestigde de koning het eigendomsrecht van de Sint-Gertrudisabdij in Nijvel over Wambeek, dat zelf een onderdeel vormde van het Nijvelse domein Lennik.
Wambeek ten westen van de Romeinse heirbaan Asse–Bavay moet toen nagenoeg volledig bebost geweest zijn. Daar vindt men tegenwoordig het Wambeekse gehucht Overdorp en Sint-Katherina-Lombeek.
Vanaf 1003 werd de graaf van Leuven door de keizer tot beschermheer van de abdij te Nijvel aangesteld. In de 12e eeuw legde de Wezemaalse vazal van de hertog beslag op bossen en ongecultiveerde gronden in Wambeek.
Vanuit het standpunt van de Brabantse abdij te Affligem, die gronden aan de noordelijke oever van de Alfen bezat, schreef men nu over het Bos van Overalfen (in het huidige Sint-Katherina-Lombeek). Ten noordwesten van het bos ligt ook het dorp Teralfene. De naamgeving blijkt onder andere uit een oorkonde gegeven door hertog Jan I in 1290. Deze beschrijft het gedeelde eigendomsrecht tussen de abdij van Nijvel en de hertog van Brabant. Ten zuiden lag het Overdorpse bosgebied Langenhaag. In het westen,over de Vlaanderbeek, lag het bos van Liedekerke.
Het kleinere noordelijke deel van het Bos van Overalfen heette Affligembos, het uitgestrekte zuidelijke deel noemde men het Hertogenbos. De eerste grote nog laatmiddeleeuwse ontginning moet de Hertogenkouter, ten noorden van de huidige Bosstraat geweest zijn.
Rond 1900 stonden er bijna geen huizen op Den Bos. Bij het begin van de 20e eeuw was het bos van Overalfen, afgezien van een beukendreef (de nu boomloze Nieuwbaan) en een restant 'Hertigembos' volledig gerooid.

In 1995 werd een groot weiland in Ternat aangekocht door de Vlaamse overheid. Door de herbebossing van dit weiland, dat tot zowat 40 jaar geleden bos was, ontstond opnieuw een klein gedeelte van het voormalige Hertogenbos. Het bos is o.a. te bereiken via de Veldstraat, een zijstraat van de Nieuwbaan in Sint-Katherina-Lombeek, Ternat, en werd verbonden met het al eerder herbeplante bos te Liedekerke.

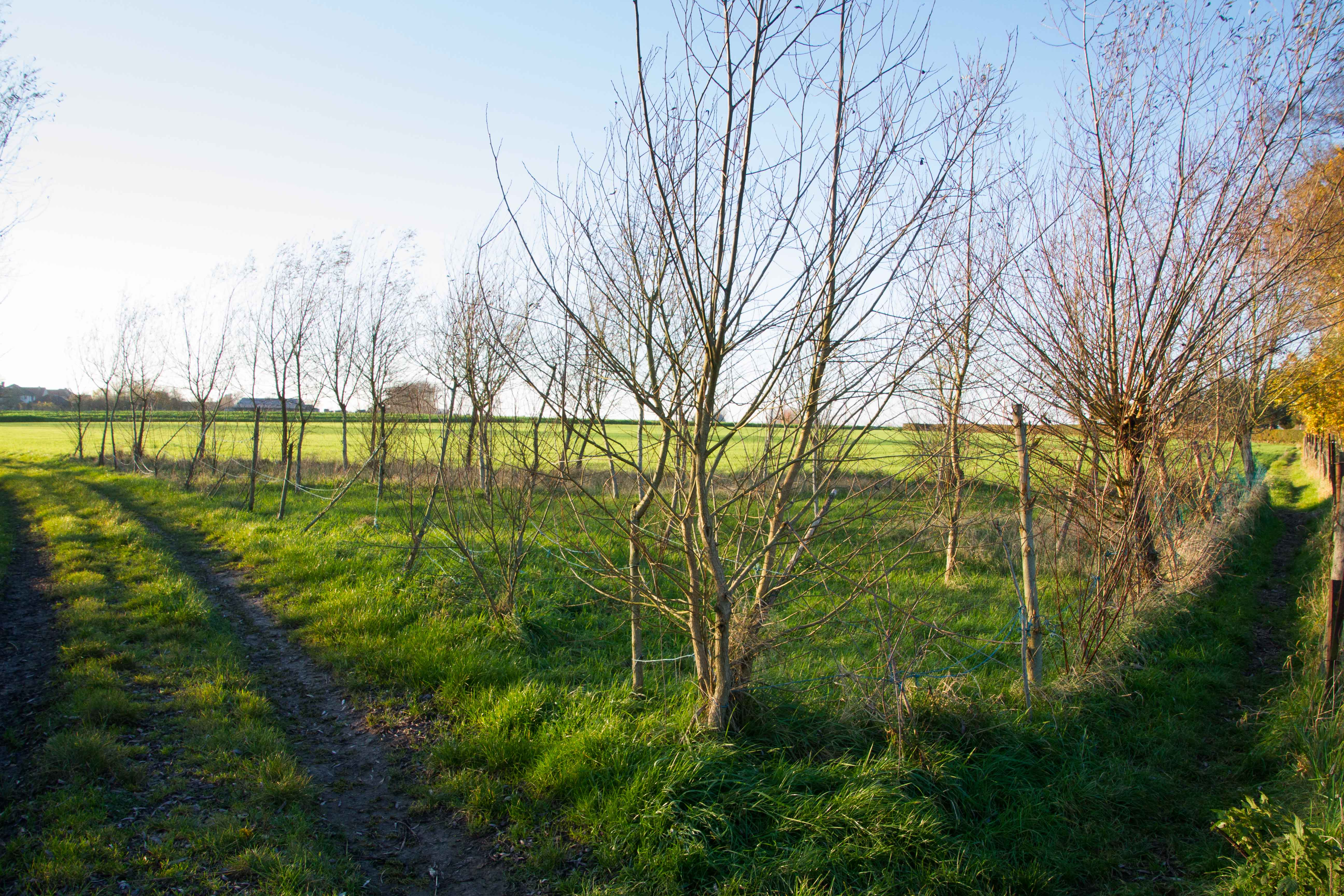
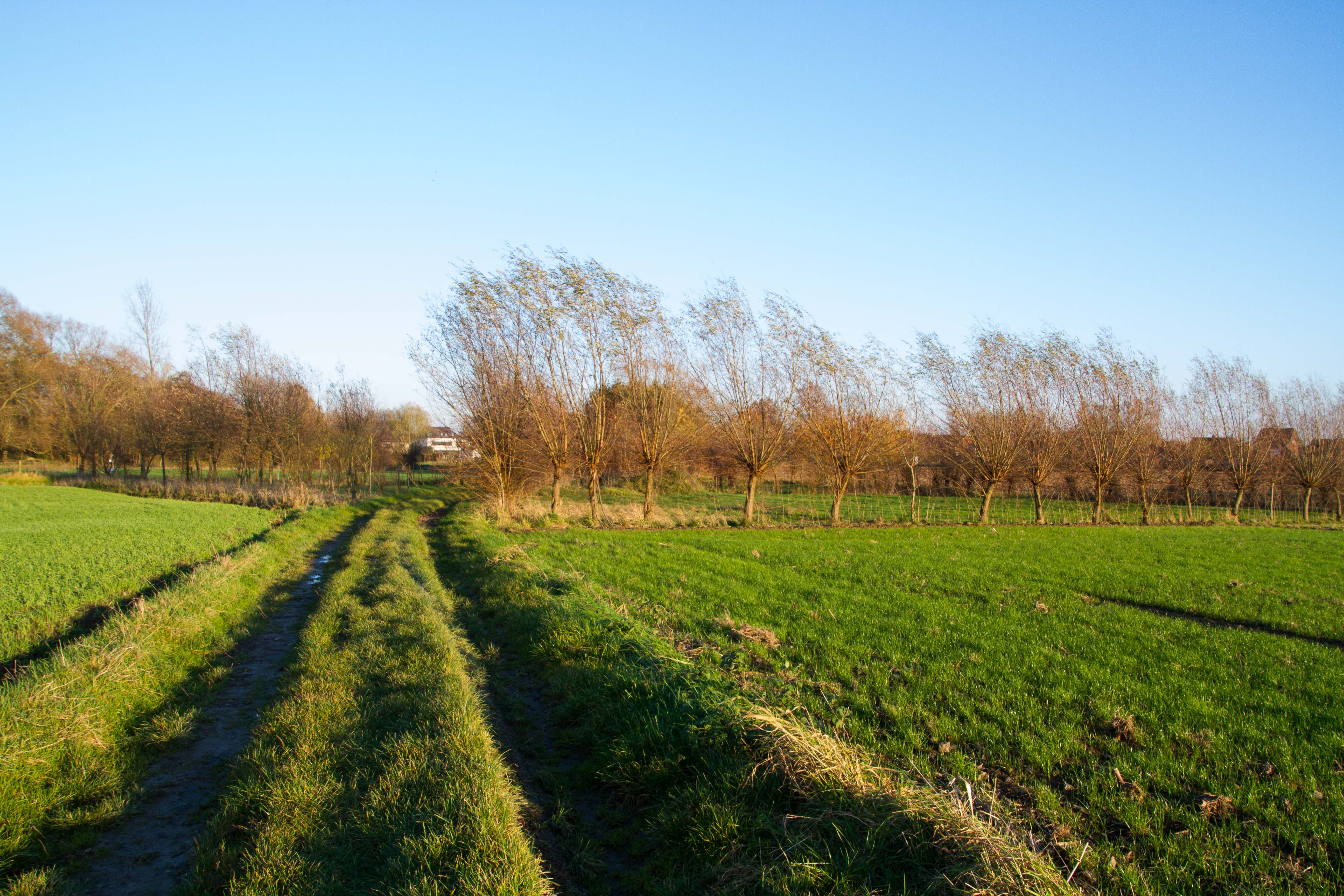
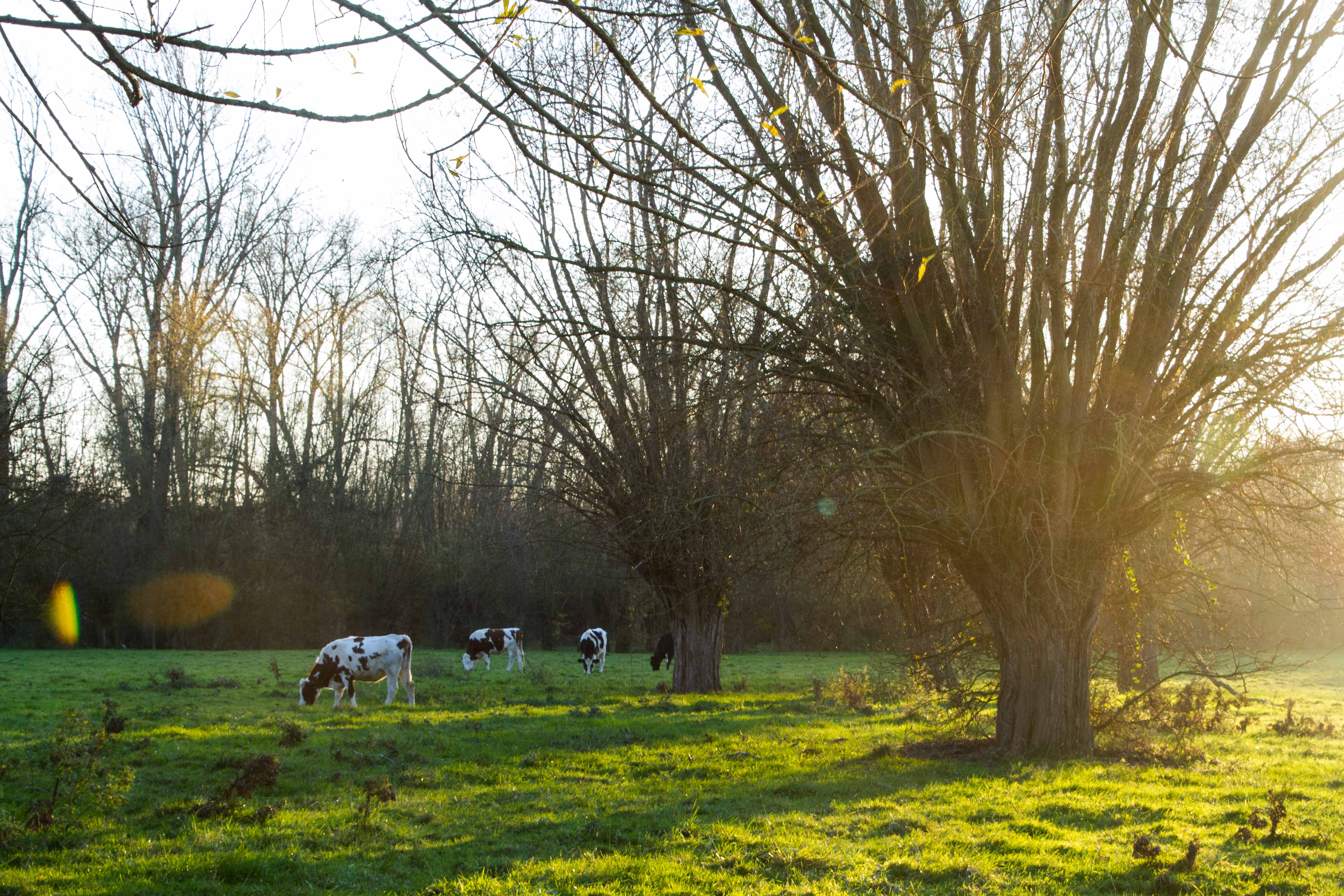
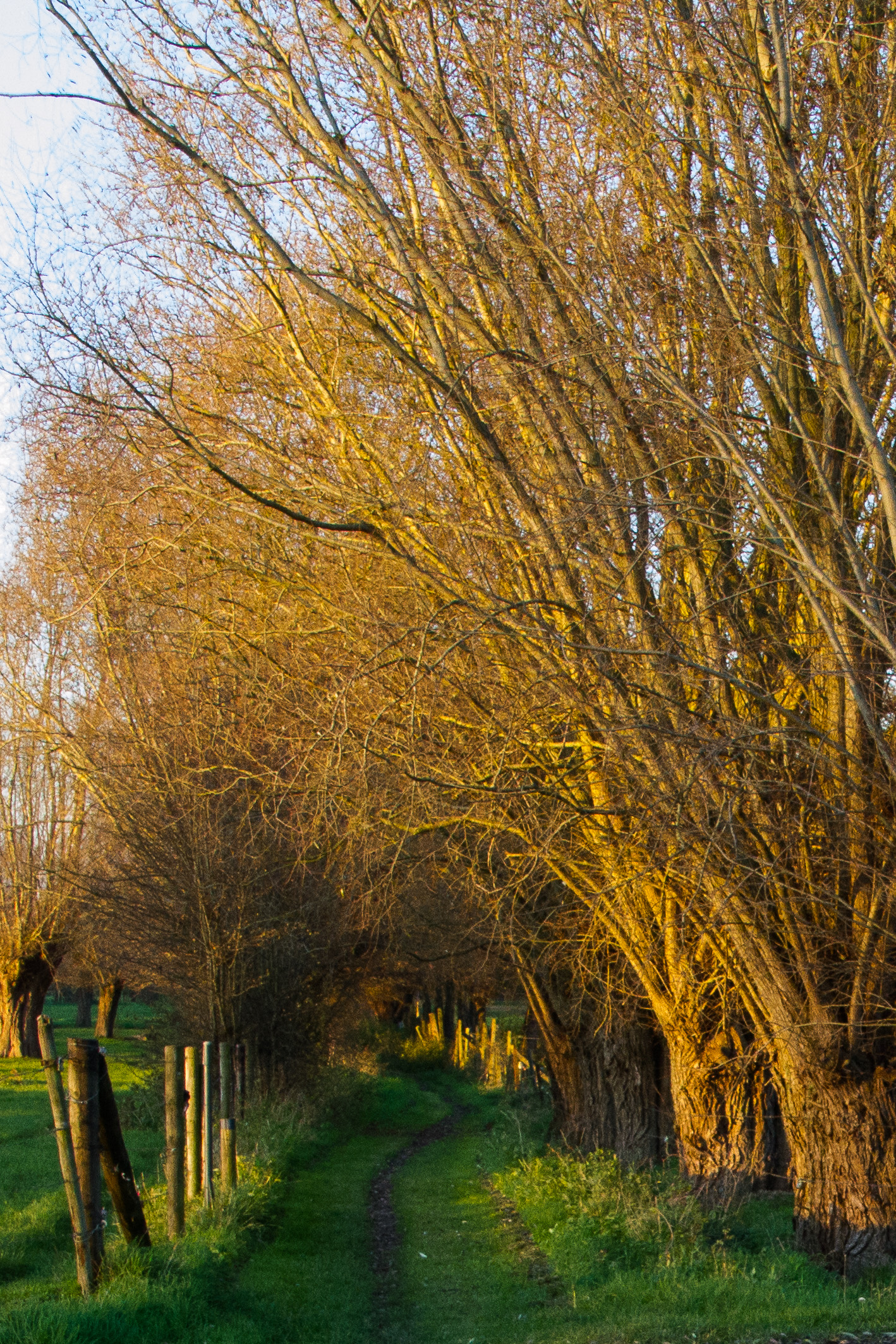
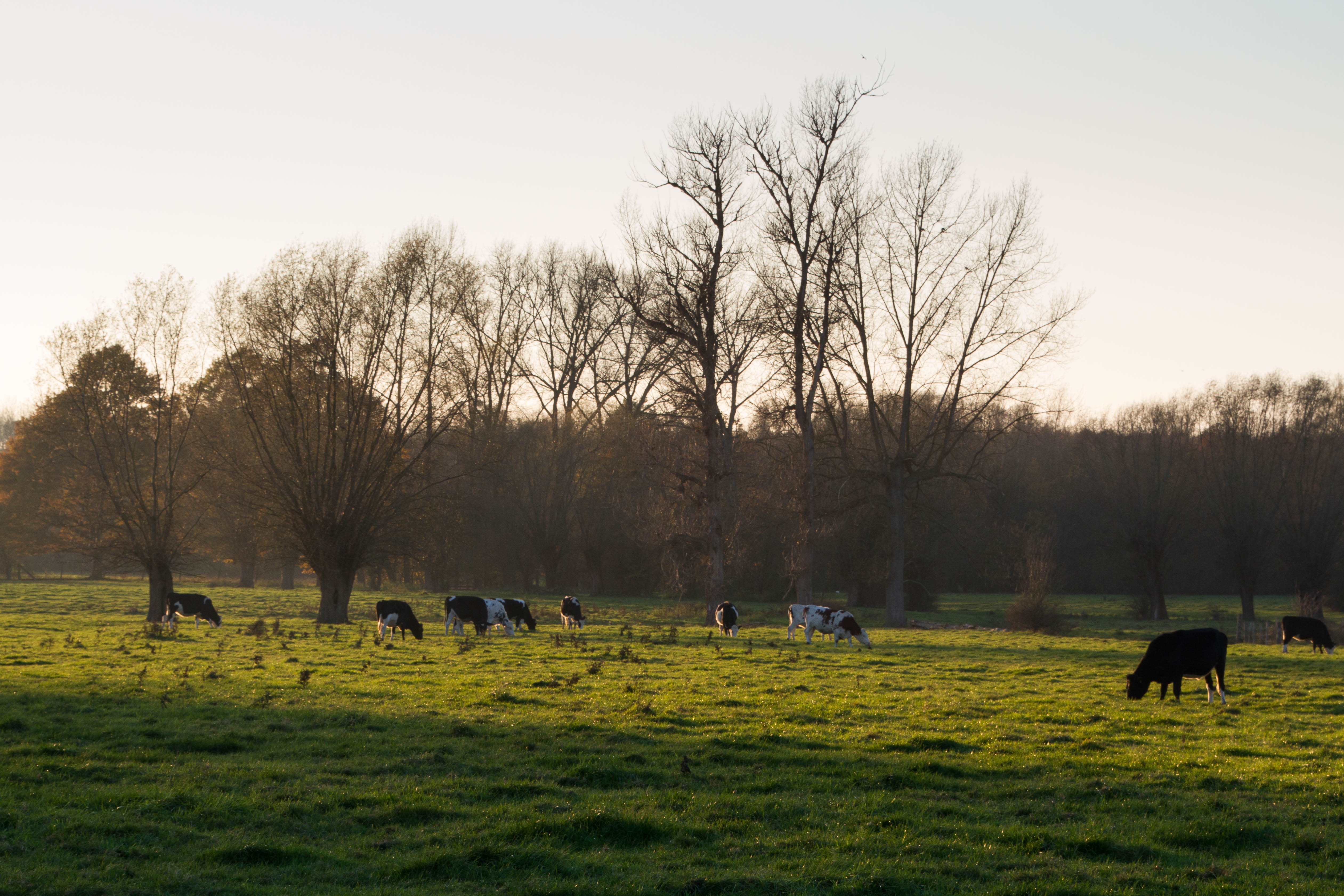
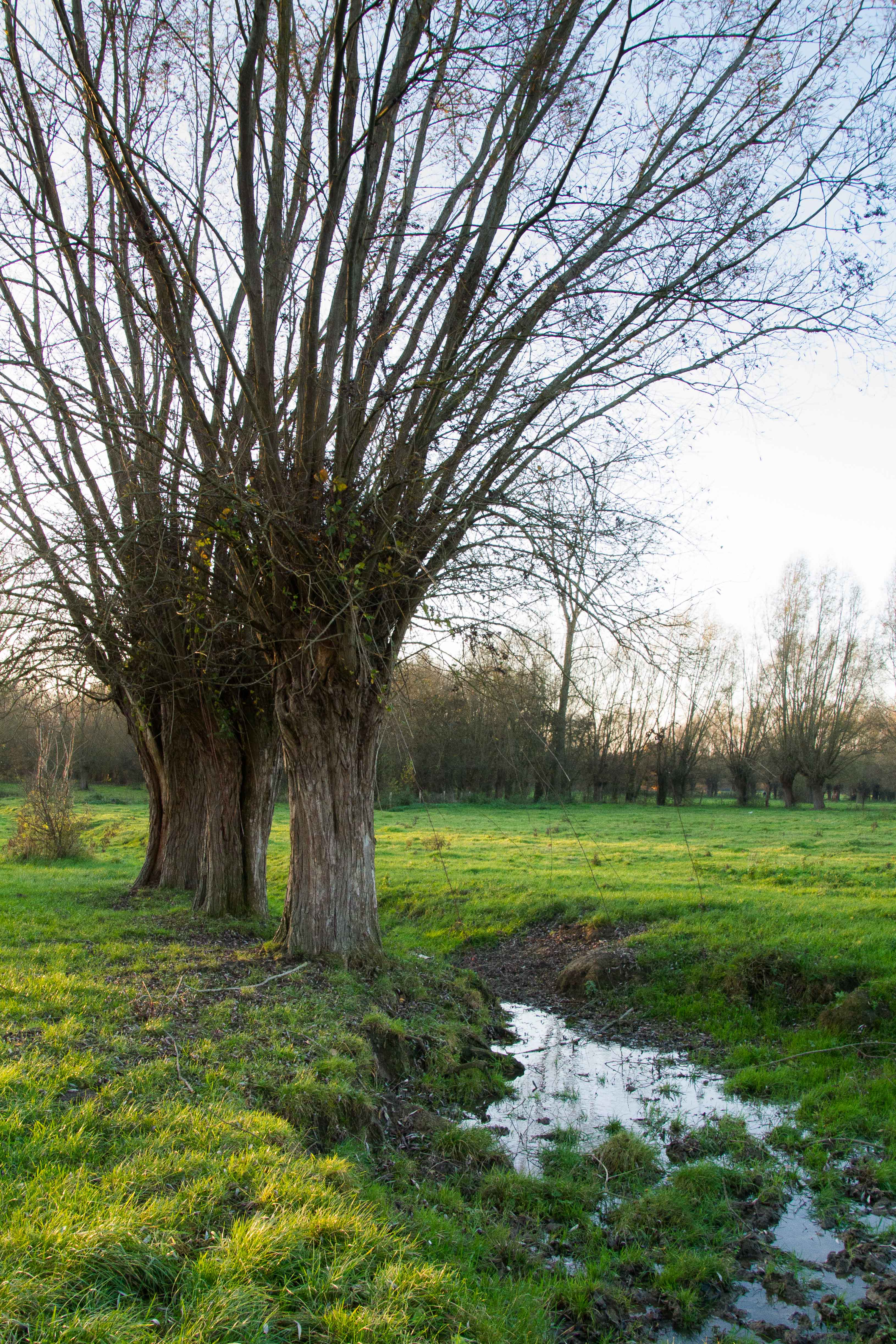
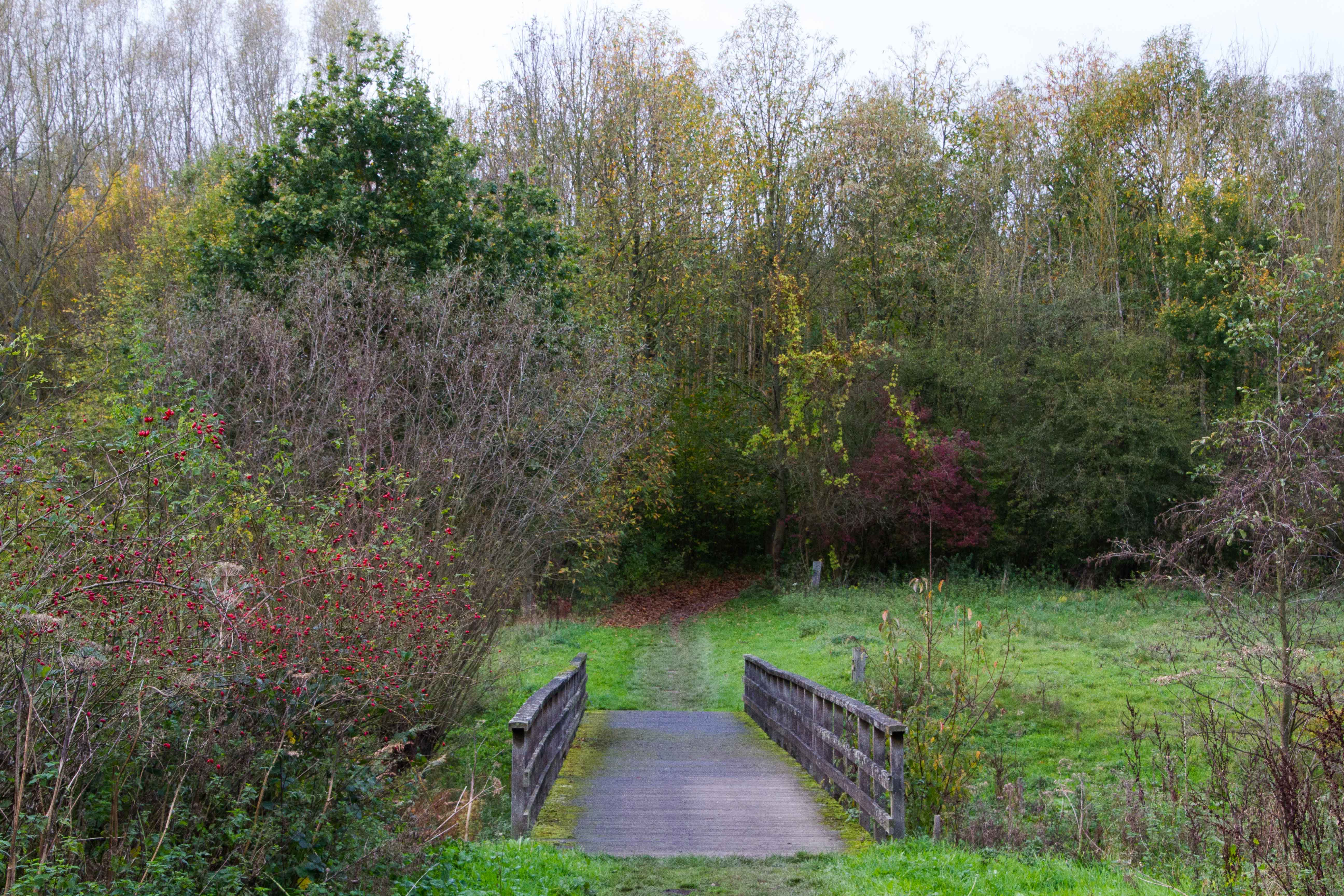
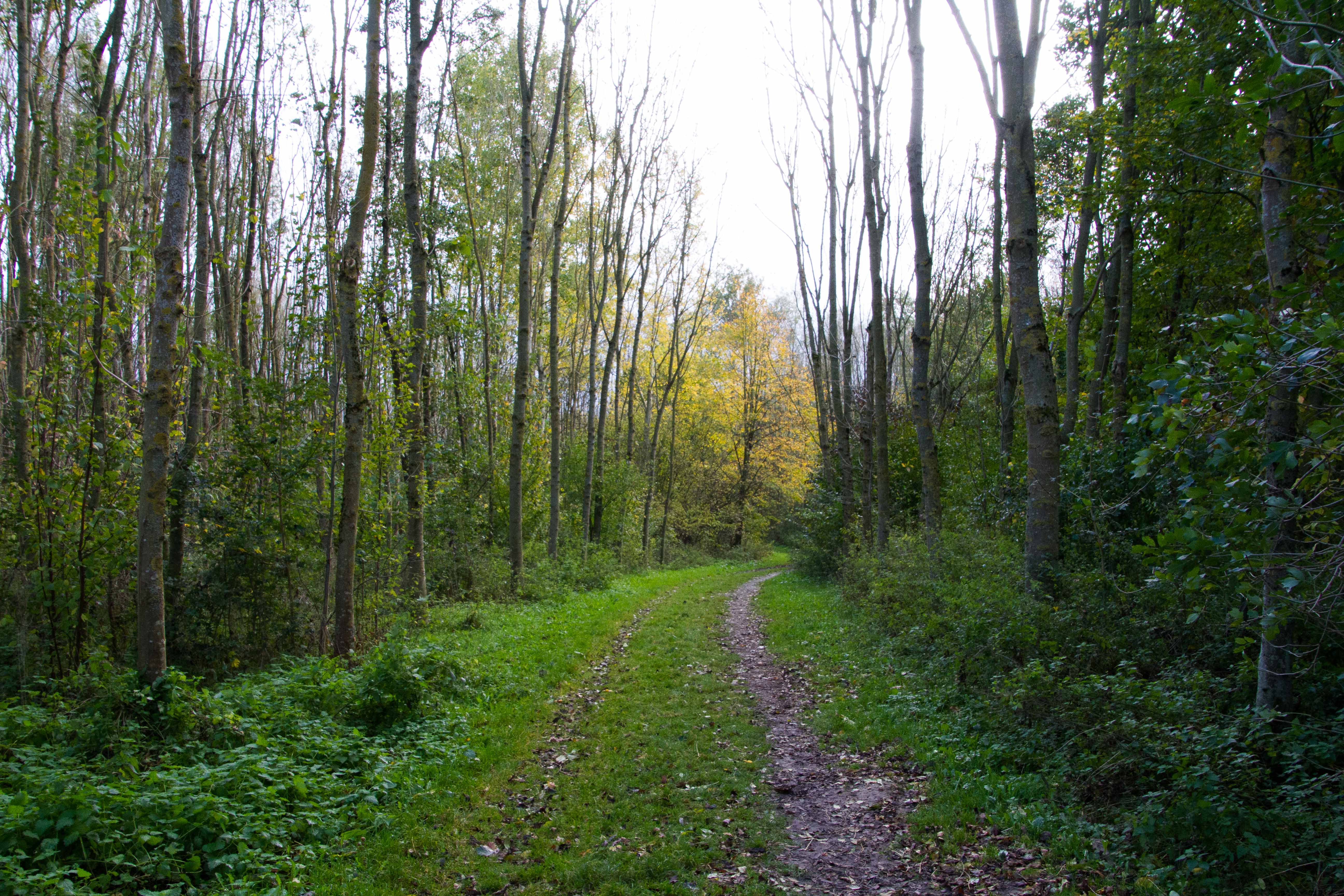
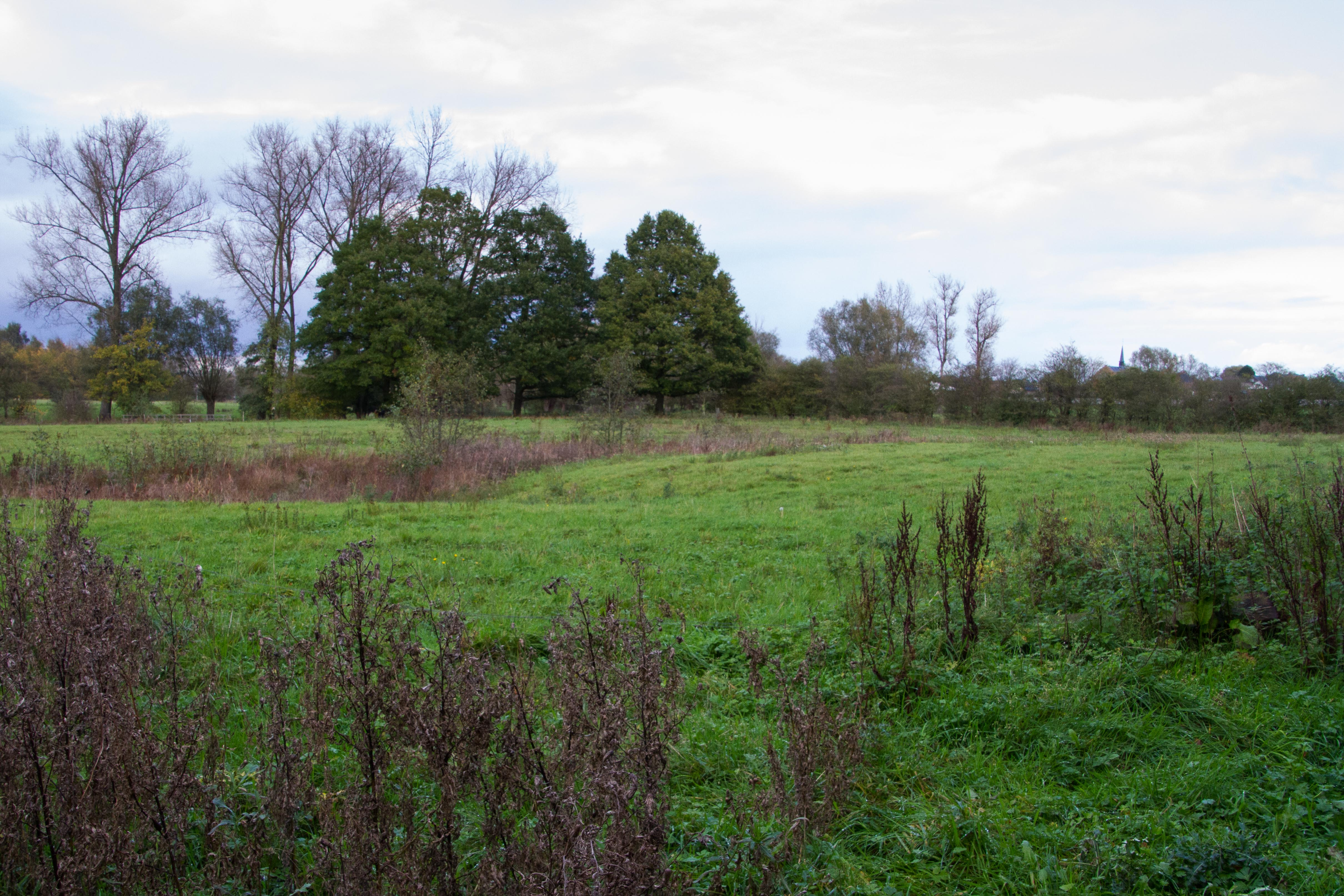

## Flora
Bij de aanplanting van het Hertigembos werd gekozen voor inheemse boomsoorten zoals zomereik, es, els, linde en een struikgordel om het beschermd waardevol grasland af te schermen.